# Rotalier
Rotalier település Franciaországban, Jura megyében. Lakosainak száma 151 fő (2022. január 1.). Rotalier Augisey, Rosay, Beaufort-Orbagna, La Chailleuse és Val-Sonnette községekkel határos.

## Népesség
A település népessége az elmúlt években az alábbi módon változott:
| Lakosok száma | 157  | 166  | 181  | 169  | 172  | 172  | 161  | 156  | 153  | 151  |
|               | 1968 | 1982 | 1990 | 2006 | 2013 | 2015 | 2017 | 2019 | 2020 | 2022 |